# Mariana-szigetek
A Mariana-szigetek egy csendes-óceáni szigetcsoport. 15 nagyobb és számos kisebb szigetből áll, néhány közülük lakatlan. Összterülete 1007 km², lakóinak száma kb. 200 000, akik főleg a szigetcsoport legnagyobb szigetén az 543 km² területű, 154 000 lakosú Guamon élnek.
Közigazgatásilag két részre tagolódik: Guamra és az Északi-Mariana-szigetekre, mindkettő az Egyesült Államok fennhatósága alá tartozik (az Amerikai Egyesült Államok külbirtokai). További jelentős szigetek: Saipan (43 000 fő), Tinian (2000 fő), Rota (1900 fő).

## Földrajza

Mariana-szigetek

A mintegy 700 km hosszúságban elhelyezkedő szigetcsoport a Csendes-óceán nyugati részén, a Mariana-árok mentén, Mikronéziában fekszik. A szigetek többsége vulkanikus eredetű. A legaktívabb a 311 méter magas Farallon de Pajaros. Az 574 méter magas Pagan vulkán 1922-ben tört ki. Az Agrihan vulkán pedig Mikronézia legmagasabb csúcsa, 963 méterrel.
Az évi csapadék mennyisége több mint 2000 mm, az átlaghőmérséklet 27 °C. 

## Története
Magellán fedezte fel 1521-ben és a szigeteket Islas de Ladrones, azaz Tolvaj-szigetek névre keresztelte, ugyanis hajóiról a szigetlakók néhány kisebb tárgyat elloptak. 1667-ben spanyol fennhatóság alá került. Ekkor nevezték el IV. Fülöp spanyol király özvegyéről, Mária Anna osztrák főhercegnőről (spanyolul: Mariana de Austria). A spanyolok Guam szigetét 1898-ban átadták az Egyesült Államoknak, ahol később légi- és tengerészeti támaszpont létesült. A többi szigetet, vagyis az Északi-Mariana-szigeteket, Spanyolországtól Németország vásárolta meg 1899. február 12-én, melyek az első világháború után Japán, majd a második világháború után az ENSZ, s jelenleg az Egyesült Államok fennhatósága alá tartoznak.

## Gazdasága
Mezőgazdasága cukornád-, kakaó- és gyümölcs-termesztésen, valamint szarvasmarha-tenyésztésen alapszik. A lakosság további megélhetési forrása a halászat. Guam szigetének jelentős gazdasági tényezője a katonai támaszpont.